# Castillo de Gálvez
El castillo de Gálvez es un Castillo que se encuentra en el término municipal de Gálvez, al sur de la Provincia de Toledo. Se encuentra a 3 kilómetros en dirección noroeste desde Gálvez.
Actualmente se encuentra en ruinas y solo han sobrevivido al paso del tiempo, tres de las cuatro torres que tenía.

## Historia
Sus ruinas son llamadas Los Castillos. Fechado en el siglo XII,se asocia a un posible castillo señorial de la Baja Edad Media en España.
Se desconoce exactamente cuál fue su uso, debido a que no hay registros en Gálvez, anteriores al siglo XVII.
Se encuentra en un antiguo asentamiento (actualmente desaparecido), llamado Corralnuevo, junto al Arroyo del Prado. 
La fortificación original era de planta cuadrada. El castillo estaba constituido por cuatro torres (de las cuales solo han sobrevivido tres) y sus cuatro muros anexos, actualmente desaparecidos. Las torres carecen de coronamiento y conservan las saeteras y algunas ventanas. Los materiales de construcción que se utilizaron para construirlo fueron mampuestos unidos con argamasa de cal para el exterior y barro y yeso para el interior. La fragilidad de los materiales ha propiciado su rápido deterioro.
Su abandono y ruina se debió principalmente a la despoblación del lugar.